# Oligochaeten
Oligochaeten (Oligochaeta) vormen een onderklasse van ringwormen (Annelida). Alle bekende terrestrische wormsoorten, waaronder de bekende regenwormen, behoren tot deze onderklasse. Oligochaeten komen wereldwijd voor. De wormen hebben de typische gewoonte zich in te graven in vochtige bodems. Ze zijn echter ook algemeen in zoet water, en enkele soorten leven in zee of in het grondwater. Ze voeden zich voornamelijk met dood organisch materiaal. Er zijn ongeveer 5.000 soorten beschreven.
Deze sterk gesegmenteerde wormen kenmerken zich door de kleine borstels (setae) aan ieder lichaamssegment, en de eenvoudige kop zonder koptentakels. Veel oligochaeten hebben een clitellum, een verdikt gebied dat cocons met eitjes afscheidt. Het clitellum duidt op een nauwe verwantschap met bloedzuigers.
Oligochaeten kunnen zich op verschillende manieren voortplanten, zowel geslachtelijk als ongeslachtelijk. Alle soorten zijn hermafrodiet en hebben dus zowel mannelijke en vrouwelijke geslachtsorganen. De naam oligochaeta betekent 'weinigborsteligen' en is een verwijzing naar het kleine aantal setae aan de zijkant van het lichaam. Dit in tegenstelling tot de Polychaeta of 'veelborsteligen', waarbij de setae op beweeglijke uitstulpingen (parapodia) zijn geplaatst.
Sommige oligochaeten worden gebruikt in afvalwaterzuiveringsinstallaties voor het reinigen van de filterbedden. Pot- en regenwormen zorgen door hun gegraaf in de bodem voor menging en beluchting van de grond. Op deze wijze spelen ze een zeer belangrijke rol in het vruchtbaar houden van de bodem, waaronder ook landbouwgronden.

## Uiterlijke kenmerken

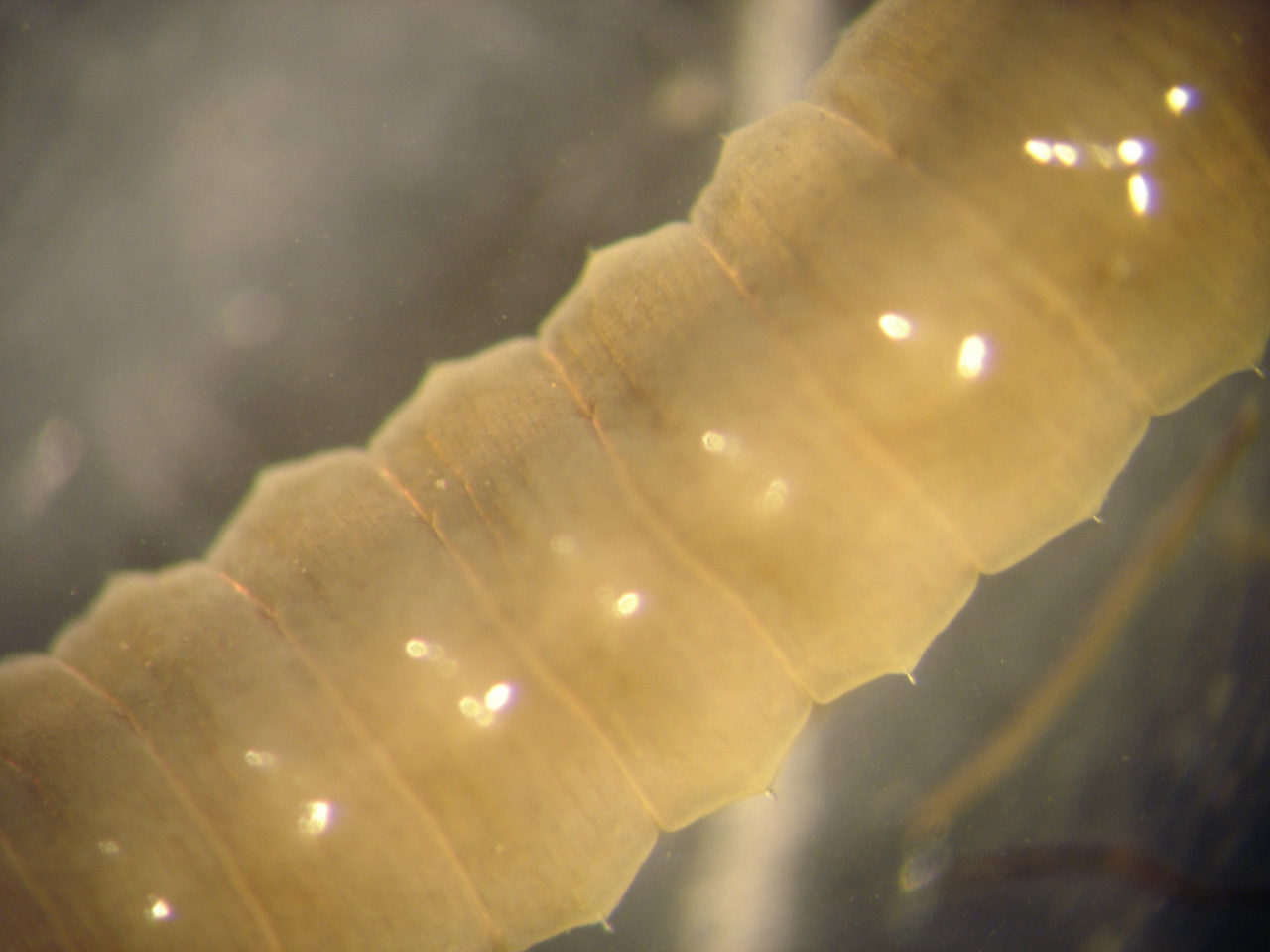
Detailopname van de setae bij een regenworm.

De soorten uit de onderklasse bezitten allen een duidelijk gesegmenteerd lichaam en een lichaamsholte die als hydroskelet wordt gebruikt. De holte wordt gevuld met water, waardoor de worm een specifieke vorm verkrijgt. Al naargelang de druk van het water kan de vorm aangepast worden. De lengte van de wormen varieert tussen 0,5 millimeter en 2 tot 3 meter. Voorbeelden van dergelijke zeer grote wormsoorten zijn Megascolides australis en Amynthas mekongianus.
Het eerste segment, het prostomium, is meestal een glad gedeelte zonder zintuiglijke organen. Bij sommige soorten treedt extremisatie van dit segment op, waardoor een tentakel ontstaat. De overige segmenten bezitten geen aanhangsels of extremiteiten, maar ze zijn bezet met een klein aantal borstelachtige structuren (de setae). Deze borstels zijn bij mariene soorten over het algemeen langer dan bij de terrestrische soorten en zij kunnen verschillende vormen aannemen. Per segment zijn er vier bundels setae aanwezig die met behulp van kleine spiertjes in het lichaam kunnen getrokken worden. De setae helpen de worm grip te krijgen op de bodem, waardoor die zich kan voortbewegen. De voortbeweging verloopt peristaltisch.
Een aantal segmenten aan de voorzijde van het lichaam bezit een groot aantal klieren. Deze vormen samen het clitellum, dat van belang is bij de voortplanting.

## Inwendige anatomie

### Spijsverteringskanaal

Oligochaeten hebben goed ontwikkelde orgaansystemen. Rond het centrale darmkanaal ligt het coeloom, waarin de bloedvaten zijn ingebed

De meeste soorten voeden zich met restmateriaal, zoals dode overblijfselen van dieren, plantenresten of faeces. Sommige soorten zijn carnivoor, zoals soorten uit de geslachten Agriodrilus en Phagodrilus. Het spijsverteringsstelsel bestaat uit een buis die over de gehele lengte van het lichaam loopt. De buis bezit aan het begin een sterk bespierd slokdarmhoofd, dat zich vlak achter de mond bevindt. Bij veel soorten dient het slokdarmhoofd enkel om de worm te helpen het voedsel binnen te zuigen, maar bij sommige aquatische soorten kan het ook binnenstebuiten gekeerd worden. Het wordt dan als een soort koepel over het voedsel geplaatst en dient als een vangorgaan waarmee het eten opgezogen wordt, alvorens de koepel weer binnengetrokken wordt.
Het overblijvende gedeelte van het spijstverteringsstelsel bezit vaak maar niet altijd een zak waarin het opgenomen voedsel tijdelijk wordt bewaard, een spiermaag met geribbelde wanden, en waarin het voedsel ook vermalen wordt.
De slokdarm bezit speciale klieren die de kalkbalans bewaken door onverteerbaar calciumcarbonaat in de keel te laten stromen. De ingewanden en de dorsale ader worden omgeven door een weefsel, bestaande uit gele cellen. Dit weefsel heeft een vergelijkbare functie als de lever bij de gewervelden. Dit soort cellen zweeft ook vrij in de buikholte; zij worden eleocyten genoemd.

### Ademhaling
De meeste wormen hebben geen kieuwen of longen. Ze ademen door hun vochtige huid. Enkele aquatische soorten bezitten primitieve kieuwen. Het uitademen geschiedt via kleine kanaaltje die metanefridia genoemd worden. Terrestrische soorten scheiden ureum uit, terwijl de aquatische soorten ammonia uitscheiden.

### Bloedsomloop
De bloedsomloop bestaat uit twee hoofdaders die in elk lichaamssegment verbonden zijn door haaks staande aderen. Het bloed wordt naar voren gestuwd door de dorsale ader over de rugzijde en aan de andere kant door de ventrale ader (via de buikzijde), alvorens langs een sinus te komen. Een aantal van de kleinere bloedvaten zijn gespierd en vormen in wezen een soort hartspieren die een pompfunctie bezitten. Een worm kan een tot vijf paren harten bezitten. Bij de meeste soorten, uitgezonderd van de kleine soorten, is in het bloed hemoglobine aanwezig.

### Zenuwstelsel
Het zenuwstelsel bestaat uit twee centrale zenuwen, die normaal gezien gefuseerd zijn tot een enkelvoudige structuur, en drie tot vier paren kleinere zenuwen per segment. Slechts enkele aquatische soorten bezitten ogen en deze zijn indien aanwezig primitief van structuur (ocelli). Hun huid bezit echter een aantal fotoreceptoren, die de worm in staat stellen licht te detecteren en zich ervoor te verschuilen. De wormen kunnen hun omgeving aftasten met speciale chemoreceptorcellen, die over het hele lichaam in buisjes gelokaliseerd liggen. De huid bevat tevens talloze zenuwuiteinden waarmee ze mogelijk in staat zijn hun omgeving af te tasten.

## Levenscyclus
Oligochaeten zijn hermafrodiet. Dit betekent dat elk dier zowel mannelijke als vrouwelijke geslachtsorganen bezit. Normaliter bevruchten de wormen elkaar. Het sperma wordt bewaard in een uitschuifbaar orgaan: de spermatheek. De eicellen en het sperma worden samengebracht in een door het clitellum gemaakte kokon of capsule. In de capsule vindt dan de bevruchting plaats, waarna deze als broedkamer voor de embryo's dient. De capsule wordt door de worm in de aarde geplaatst. Bij het uitkomen van de capsule zijn de jonge wormen volledig ontwikkeld. Ze groeien in een geleidelijk tempo door tot het volwassen formaat. De wormen bezitten geen larvenstadium.

## Habitat
De wormen leven in verschillende bodemsoorten, in modder, organische materiaal (humus en compost), alsook in mest en ontlasting. Ze worden op ieder continent aangetroffen, met uitzondering van Antarctica. Wanneer er nieuwe flora door menselijk ingrijpen wordt aangeplant of de bestaande soorten worden verwijderd zijn de van nature voorkomende soorten niet in staat om te blijven bestaan en worden vervangen door de soorten die meegekomen zijn met de geïntroduceerde florasoorten.

## Taxonomie
De volgende taxa zijn bij de onderklasse ingedeeld:
- Geslacht Acestus Leidy, 1852
- Geslacht Aleodrilus Eisen, 1896
- Geslacht Archaeodrilus Czerniavsky, 1881
- Geslacht Eminia Benham, 1891
- Geslacht Hrabeiella Pĭzl & Chalupský, 1984
- Geslacht Liodrilus Michaelsen, 1900
- Geslacht Mesopachys Ørsted, 1844
- Geslacht Parascolex Michaelsen, 1900
- Geslacht Protoscolex Ulrich, 1878
- Geslacht Pterochaeta Pierantoni, 1911
- Geslacht Wasawoia Reynolds, 1973
- Familie Branchiobdellidae Grube, 1851
- Familie Moniligastridae Claus, 1880
- Familie Tubificidae
- Orde Capilloventrida
- Orde Crassiclitellata
- Orde Enchytraeida
- Orde Haplotaxida
- Orde Lumbriculida